# Люневільський мир
Люневільський мир — мирна угода, укладена 9 лютого 1801 року в місті Люневіль (фр. Luneville) між Французькою республікою та імператором Францом II, який виступав в угоді одночасно як правитель спадкових володінь Габсбурзької (австрійської) монархії, а також як імператор Священної Римської імперії.

## Події, що передували перемовинам
Війна між Францією та Австрією у 1800—1801 роках йшла на двох фронтах. На південному, італійському, фронті Наполеон та його маршали розгромили австрійську армію Міхаеля фон Меласа у битві біля Маренго (14 червня 1800 року), після чого було укладено Александрійське перемир'я. Після закінчення терміну дії перемир'я воєнні дії в Італії поновились, та в ході зимової кампанії австрійцям було завдано низки нових поразок, в результаті чого Австрія була змушена підписати перемир'я у Тревізо (16 січня 1801 року) та Фоліньйо. Фактично вся Італія знову опинилась в руках французів.
Приблизно у той же час Моро, що діяв у Німеччині, розгромив австрійську армію ерцгерцога Іоанна при Гогенліндені (за різними даними, 2 або 3 грудня 1800 року), після чого було укладено Штейєрське перемир'я (25 грудня 1800 року). Попри те, що тривали воєнні дії в Італії, після Гогенліндену результат війни було вирішено, оскільки шлях на Відень для армії Моро було відкрито, але він великодушно вирішив укласти перемир'я, вважаючи, що ціль війни досягнуто, а нові жертви будуть безглуздими.
Після Гогенліндену новим міністром закордонних справ Австрії замість барона Тугута було призначено графа Кобенцля, а командувачем армією — ерцгерцога Карла, брата Іоанна, найталановитішого у той час австрійського полководця. Карл, ознайомившись зі станом армії, тут же виступив за мирні перемовини, що незабаром почались.

## Перебіг переговорів
На перемовинах Францію представляв Жозеф Бонапарт, Австрію — граф Кобенцль. Перший консул Наполеон Бонапарт визначив вимоги Франції вже 2 січня 1801 року в листі до Законодавчих зборів. Він заявив, що обов'язковими умовами угоди мало бути визнання річки Рейн кордоном Франції, а річки Адідже (Еч) — кордоном Цизальпійської республіки. Граф Кобенцль докладав всіх зусиль, щоб зберегти за ерцгерцогом Фердинандом Тоскану, але безуспішно та врешті-решт був змушений погодитись на всі умови переможців.

## Умови миру
До основи Люневільського миру було покладено Кампо-Формійський мир із включенням двох нових пунктів, невигідних для Австрії:
1. Було визнано дві нові залежні від Франції «республіки» — Батавська та Гельветійська, підтверджено існування також залежних від Франції Лігурійської та Цизальпійської республік.
2. Австрійський імператор Франц II мав гарантувати угоду не лише як австрійський правитель, а й як глава німецької імперії — Наполеон хотів уникнути повторення зволікань Раштаттського конгресу.

Крім того, Велике герцогство Тосканське, яке було віднято у Фердинанда III, було перетворено на Етрурське королівство та віддано сину герцога Пармського, Людовіку, одруженому з іспанською принцесою Луїзою.
Перший консул розсудливо відмовився від ідеї відновлення Римської та Партенопейської республік, повернувши Папі Римському його володіння у тому обсязі, який вони мали наприкінці 1797 року, тобто, без Романьї та Легати.
З неаполітанськими Бурбонами у Флоренції було укладено окрему угоду, що затвердила умови перемир'я у Фоліньо, що дало французам право ввести війська до Отранто, Таренту та Бриндізі.

## Наслідки угоди
Люневільська угода відновила мир на континенті після майже 10 років безперервних війн з революційною Францією.
Укладення Люневільського миру означало кінець Другої антифранцузької коаліції. З країн, що первинно входили до цієї коаліції, війну продовжувала лише Англія. Але втративши всіх своїх союзників на континенті, вона була змушена укласти Ам'єнський мир 1802 року.
Франція стала провідною державою на континенті. Австрія остаточно втратила своє значення як велика європейська держава, якою вона була з XV століття. На думку деяких істориків, спасіння для Австрії як великої держави полягало у внутрішній консолідації та вирішенні міжнаціональних протиріч всередині імперії, але Габсбурги обрали інший шлях — подальша боротьба за гегемонію в Німеччині, що призвело до нових поразок та остаточної втрати впливу Австрії на європейську політику у XIX столітті.